# راتينجية سوداء
الراتينجية السوداء نوع شجري يتبع جنس الراتينجية من الفصيلة الصنوبرية.

## البيئة والانتشار
ينتشر في شمال شرق الولايات المتحدة وولاية ألاسكا ومعظم مناطق كندا.

## معرض صور

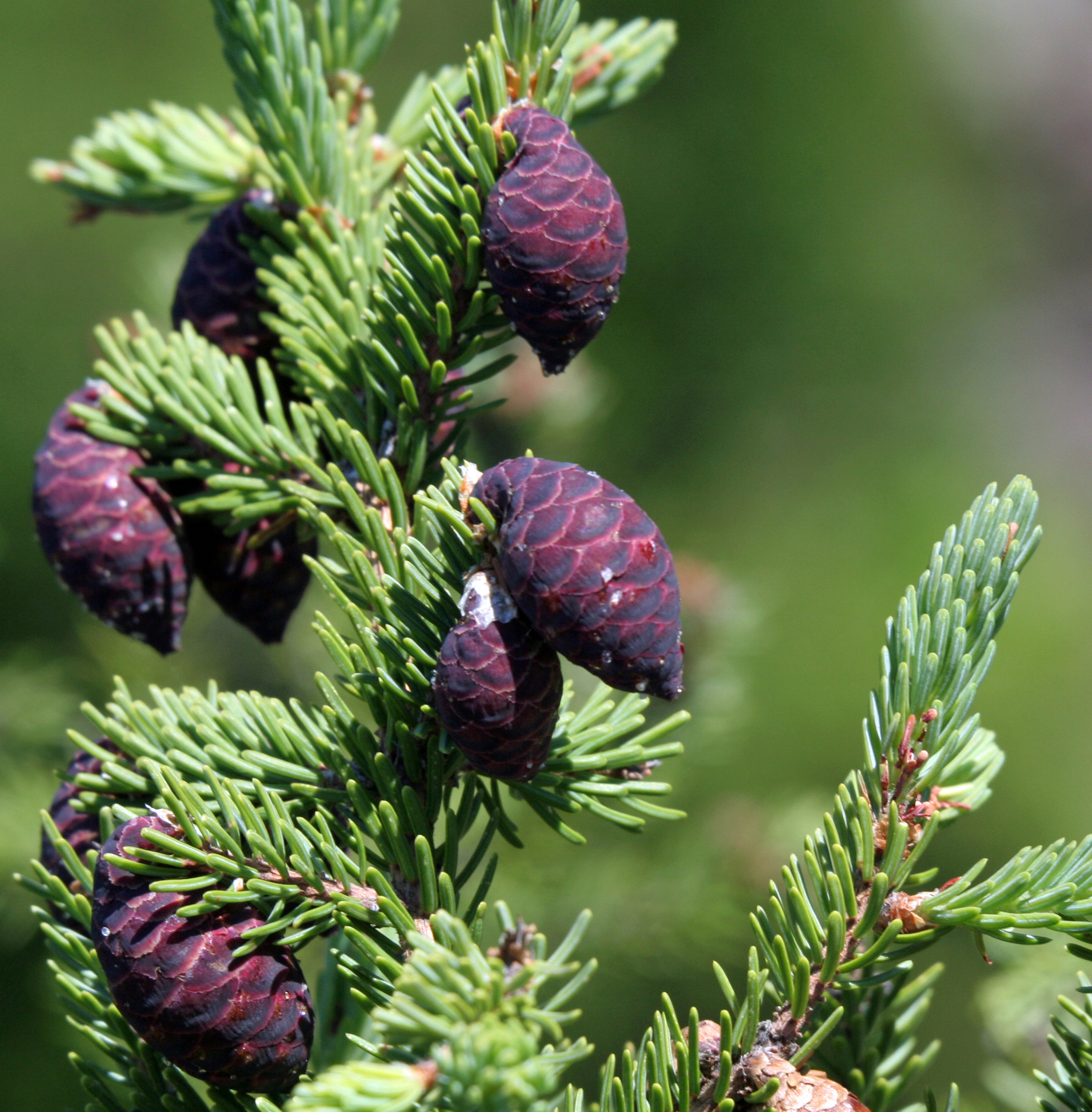
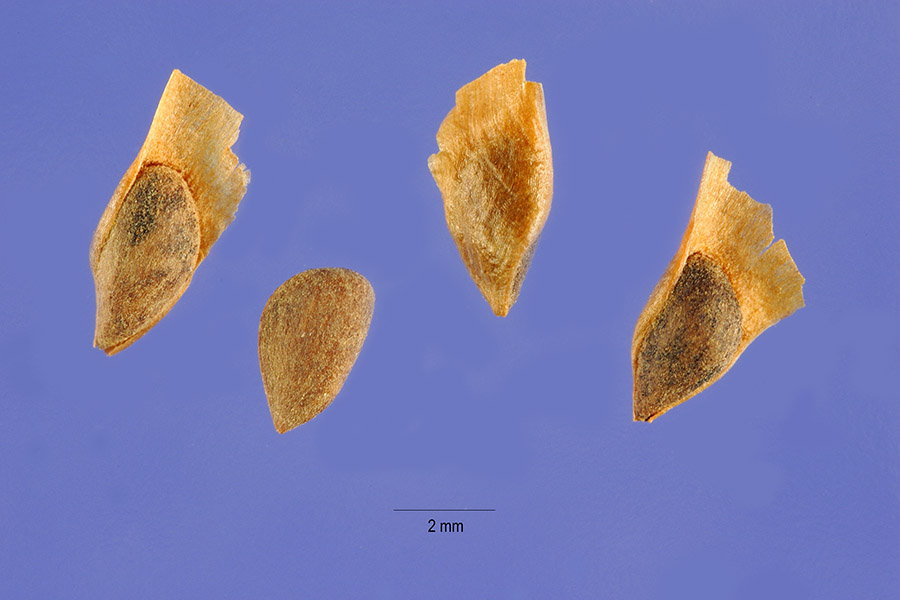
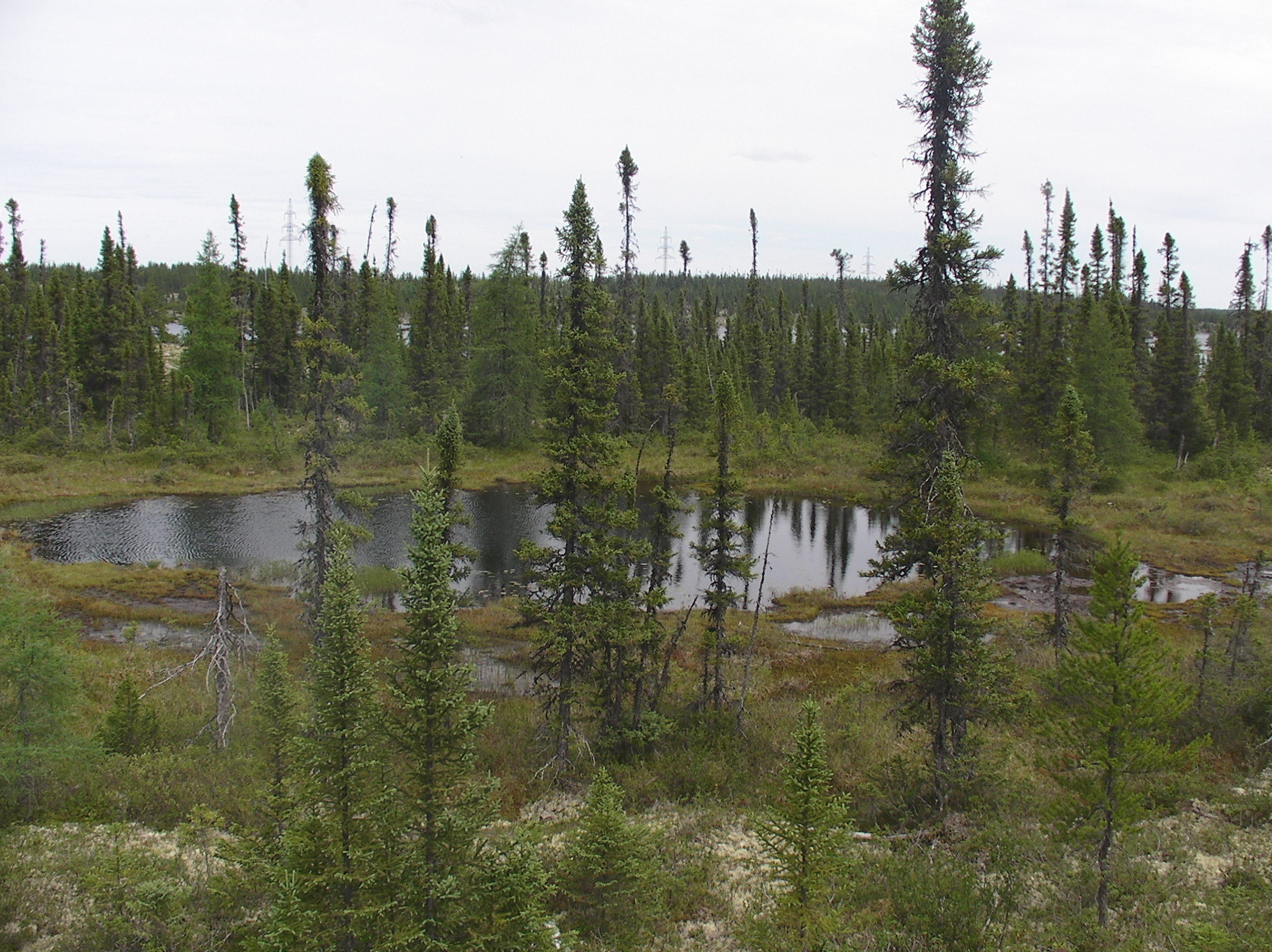
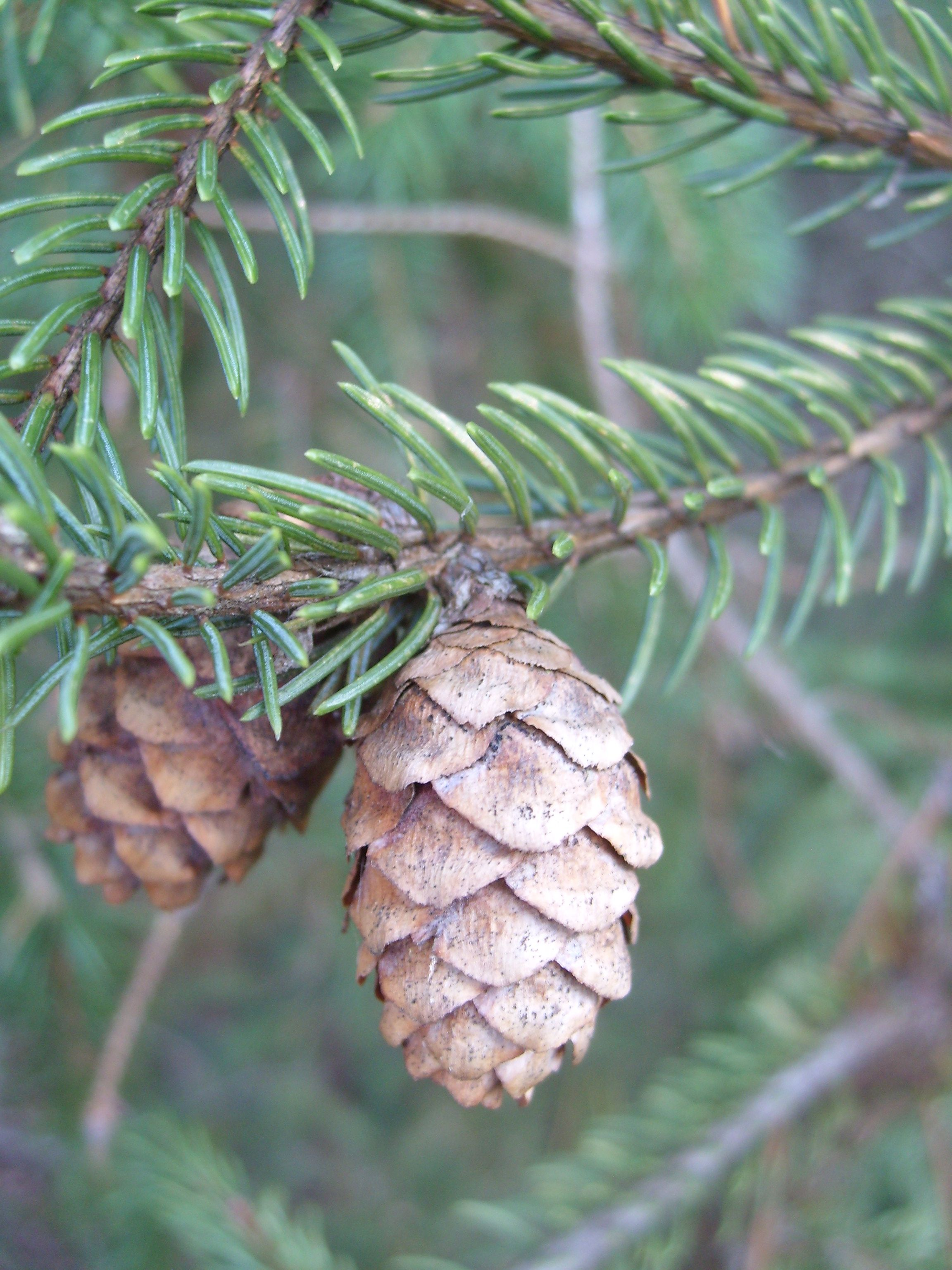
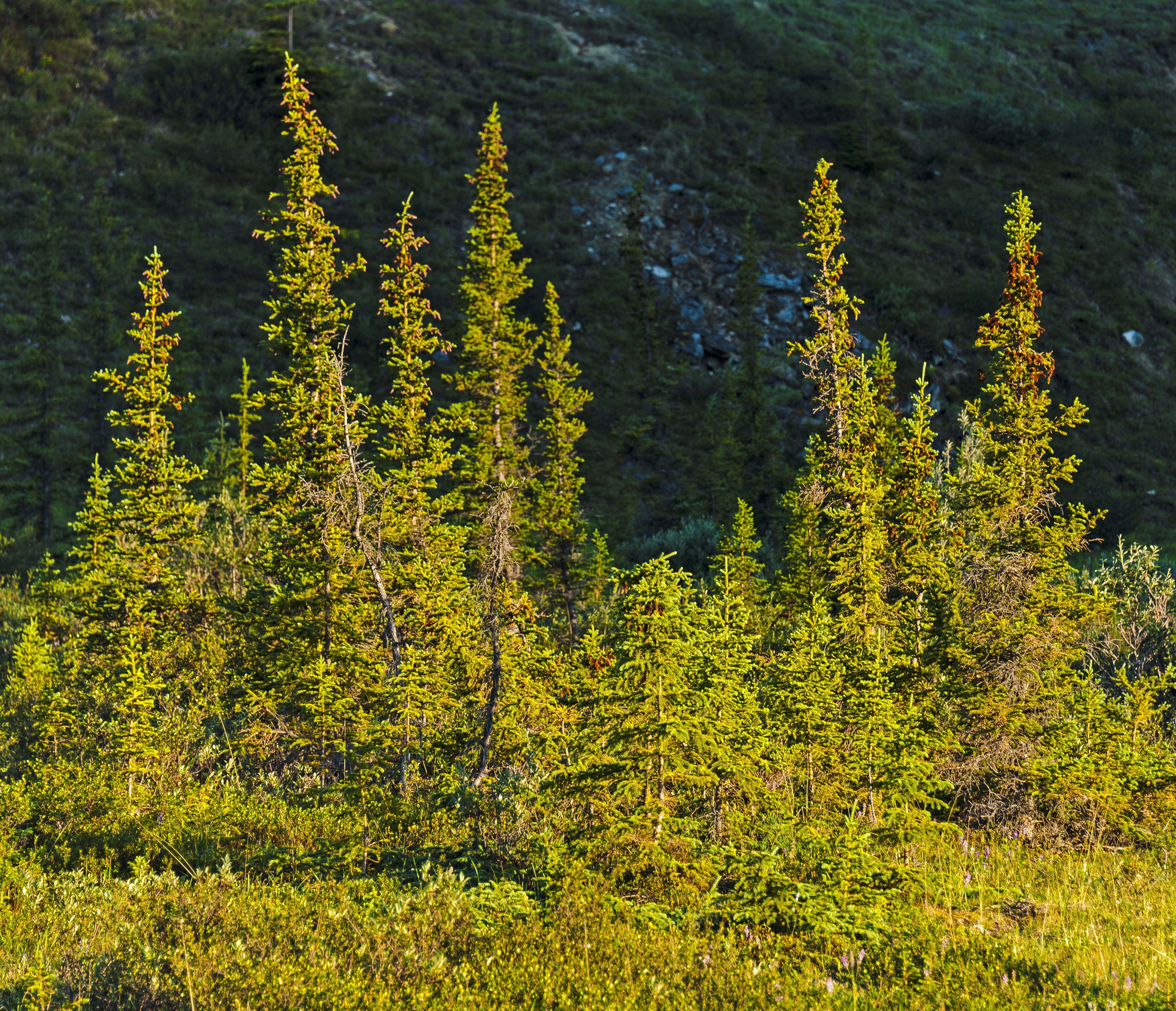